# NGC 7677
NGC 7677 ist eine Balken-Spiralgalaxie mit hoher Sternentstehungsrate vom Hubble-Typ SBbc im Sternbild Pegasus am Nordsternhimmel. Sie ist schätzungsweise 167 Millionen Lichtjahre von der Milchstraße entfernt und hat einen Durchmesser von etwa 75.000 Lichtjahren. Gemeinsam mit NGC 7673 bildet sie das isolierte Galaxienpaar KPG 584.
Das Objekt wurde am 5. September 1864 von Albert Marth entdeckt.